# Italka v Alžíru
Italka v Alžíru (v originále L'Italiana in Algeri) je název komické opery Gioacchina Rossiniho z roku 1813. Autorem libreta je Angelo Anelli.
Jedná se o druhou Rossiniho operu (první byla tragická opera Tancredi). Obě dvě složil ve svých 21 letech, Italka v Alžíru byla údajně hotova během necelých tří měsíců.

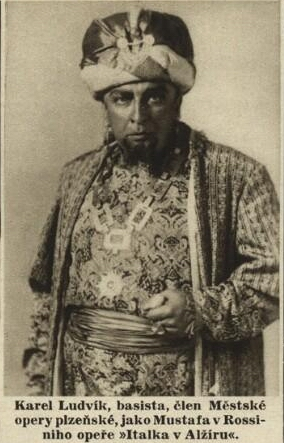
Karel Ludvík v Italce v Alžíru, Plzeň 1937

## Hlavní postavy
- Mustafa (bas)
- Lindoro, jeho otrok (tenor)
- Elvíra, jeho žena (soprán)
- Zulma, její otrokyně (mezzosoprán)
- Isabella (soprán)
- Taddeo (baryton)

## Obsah
Italka v Alžíru je opera o dvou dějstvích. Její děj se odehrává kolem roku 1810 v Alžíru.

### První dějství
Mustafa je znuděn poslušností své ženy Elvíry. Dozvídá se, že do Alžíru právě dorazila Italka Isabella. Pověřuje proto svého otroka Lindora, aby odvezl na lodi pryč Mustafovu ženu Elvíru – slibuje mu za to svobodu. V tu chvíli ale netuší, že Isabella přijela hledat svého snoubence odvlečeného kdysi do otroctví, kterým je právě Lindoro.
Isabelle se podaří setkat s Lindorem a vymyslí plán, jak uniknout i s Lindorem Mustafovi.

### Druhé dějství
Ve značně nepřehledné scéně, k jejímuž sehrání přesvědčí Isabella Mustafu (je během ní naoko urážen a ohrožován všemi svými italskými zajatci, neboť takový je podle slov Isabelly v Itálii svatební zvyk), odchází Isabella s Lindorem i svým průvodcem Taddeem na loď a všichni tak unikají Mustafovi. Tomu nezbývá, než se usmířit se svou manželkou Elvírou.

## Inscenace v Česku (výběr)
- Národní divadlo uvedlo Italku v Alžíru v sezónách 1933–1935 a 1939[1]
- Národní divadlo Brno uvedlo operu v roce 1996[2]
- Městská opera plzeňská uvedla Italku v Alžíru v roce 1937[3]